# San Francisco Jaltepetongo
San Francisco Jaltepetongo es una localidad del estado mexicano de Oaxaca. Es cabecera del municipio de San Francisco Jaltepetongo.

## Demografía
| Censo | Población |
| ----- | --------- |
| 1921  | 231       |
| 1930  | 282       |
| 1940  | 292       |
| 1950  | 1237      |
| 1960  | 517       |
| 1970  | 532       |
| 1980  | 909       |
| 1990  | 185       |
| 1995  | 168       |
| 2000  | 151       |
| 2005  | 137       |
| 2010  | 263       |
| 2020  | 280       |